# جانیس وو
وو چیان (چینی: 吴倩; پین‌یین: Wú Qiàn؛ زادهٔ ۲۶ سپتامبر ۱۹۹۲) که همچنین با نام جانیس وو (انگلیسی: Janice Wu) نیز شناخته می‌شود، بازیگر اهل چین است.